# 일본국 헌법 제43조
일본국 헌법 제43조(일본어: 日本国憲法第43条)은 일본국 헌법 제4장 "국회"의 조문 중 하나이다. 양원의 조직 및 국민 대표성에 대해 규정하고 있다.

## 조문
일본국 헌법 제43조
① 양 의원(議院)은 전 국민을 대표하는 선거된 의원(議員)으로 이를 조직한다.
② 양 의원(議院)의 의원(議員) 정수는 법률로 이를 정한다.

## 해설
국회의 양원(중의원, 참의원)에 소속된 의원은 국민을 대표한다고 하여 국회의원의 "국민 대표성"을 규정하고 있다.
양원의 의원 정수는 법률의 규정에 위임하고 있는데, 이를 규정한 법률은 공직선거법이다.